# Lai Yde
Lai Yde Holgaard (født 9. juli 1970) er en dansk skuespiller.
Han er uddannet fra Statens Teaterskole i 1999 og modtog Årets Talentpris ved Reumertuddelingen i 2003. Lai Yde har både medvirket i teaterstykker, radioteater, kort- og novellefilm samt TV-serier. I 2004 tog han en videreuddannelse som kunstnerisk erhvervskonsulent på Moving Arts and Business. Han har siden drevet konsulentfirmaet, Human Direction, der tilbyder kurser og foredrag rettet mod erhvervslivet.
Lai Yde blev kendt i en bredere kreds, da han i 2007 medvirkede i Vild med dans, hvor han dansede med Mie Moltke.
I sit tidlige liv dannede han gøglertrup med Lars Mikkelsen  og rejste med ungdomsfredsbevægelsen "Next Stop Sovjet", sammen med hundredevis af unge fra Europa med gøglerkaravanen fra København til Moskva.[kilde mangler]

## Filmografi
| - Holiday (2018) - Profetia (2009) - Preludium (2008) - Steppeulve (2005) - Familien Gregersen (2004) - Villa Paranoia (2004) - Grillen (2003) - Stilhedens Stemme (2003) - Bondefanger (2003) - Øje-blink (2003) - Uro (2003) - Iltmangel (1999) .... Pablo - Min smukke nabo (1999) | - P.I.S. (2000-2006) - Hotellet (2000) - Skjulte spor (2000) - Krøniken (2003-2006) - Bedrag (2016) |

## Fodnoter
1. ↑  "Human Direction". Arkiveret fra originalen 26. marts 2010. Hentet 26. september 2009.